# 夏尔·米歇尔
夏尔·伊夫·让·吉莱纳·米歇尔（法語：Charles Yves Jean Ghislaine Michel，發音：[ʃaʁl miʃɛl]；1975年12月21日—），比利时律師、政治人物，曾擔任比利时首相。夏尔·米歇尔曾任比利时发展合作大臣，他在2011年2月当选法语革新运动党黨魁之後，辞去大臣职务。2014年10月7日成功組建中間偏右聯盟，当选比利时首相，時年38歲，是为比利時歷史上最年轻的首相。2019年7月2日，欧洲理事会选举米歇尔，于2019年12月1日起担任欧洲理事会主席。他因而提前卸任首相和黨主席。

## 家庭與早年
其父路易·米歇尔是比利时前外交大臣和欧盟发展与人道主义援助委员。
米歇尔16岁开始他的政治生涯，当时他加入了若多涅青年革新自由党（Jeunes Réformateurs Libéraux de Jodoigne），他父亲路易·米歇尔从1983年起担任该市市长。1994年，18岁的夏尔·米歇尔在当选瓦隆布拉班特省省议员。
他毕业于布鲁塞尔自由大学法律系，1998年阿姆斯特丹大学毕业后成为布鲁塞尔协会律师。夏尔·米歇尔還是中欧国际工商学院特聘教授。

## 政治生涯
1999年米歇尔当选为联邦众议院瓦隆布拉班特省议员，2000年成为瓦隆政府的民政局長。25岁的他，是比利时历史上最年轻的局长。
在地方，他于2000年当选为瓦夫尔市议员，2006年成为该市的市长。
2007年12月，米歇尔担任居伊·费尔霍夫施塔特政府的发展合作大臣，并在之后的范龙佩和莱特姆两届政府中留任。
2009年6月的地方选举后，米歇尔要求法语革新运动党主席迪迪埃·雷恩德斯下台，2010年6月联邦选举该党再次失利，雷恩代尔最终下台。米歇尔随后宣布参选主席，并在2011年1月当选主席并辞去发展合作大臣职务。

### 比利时总理
2014年10月7日，法语革新运动党、新弗拉芒联盟党、荷兰语基督教民主党及荷兰语开放自民党的代表经过谈判，终于就财政预算、就业政策等达成一致，并推薦米歇尔代替埃利奥·迪吕波出任新相，11日向腓力國王提交新聯合政府成员名单并宣誓就职，國王敕准，正式拜相。
米歇爾在2018年聯合國移民大會上簽署《全球移民契約》後，引發政治風波，首都布魯塞爾爆發大型示威，新弗拉芒聯盟退出他領導的聯合政府，而令現屆政府未能取得國會多數議員支持，成為少数政府，遂帶領全體內閣於同年12月18日向腓力國王總辭，21日獲國王敕准，他成為看守首相至翌年大選後，新政府組成為止。

### 欧盟理事会主席
2019年7月，米歇爾獲宣布為第三任歐盟高峰會主席，於同年12月1日就任。由於他需時準備擔任新職，但大選後新政府遲遲未組成，故他於10月底卸任首相，並由國王任命黨友威爾梅斯帶領看守政府。

## 內閣

### 第二屆內閣 (2018-2019)
請參閱成員大致相同、繼承它的威爾梅斯內閣。

## 荣誉

### 比利时勋章奖章
- 利奥波德大军官勋章（2014年5月21日批准[10]）
- 利奥波德二世大十字勋章（2019年6月23日批准[11]）

### 外国勋章奖章
- 一等智者雅罗斯拉夫王公勋章（乌克兰，2021年8月23日公布[12]）
- 一等功绩勋章（乌克兰，2022年8月23日公布[13]）